# WadiruM
WadiruM è il terzo album in studio della band milanese Studio Murena, pubblicato il 12 maggio 2023.

## Tracce
1. Miraĝo – 1:38
2. WadiruM – 3:43
3. Mon ami – 2:52
4. Origami (feat. Laila Al Habash) – 3:55
5. Sull'amore e altre oscure questioni (feat. Ghemon) – 3:27
6. Psycore (feat. Enrico Gabrielli) – 3:18
7. Oasi Skit – 1:10
8. Illusioni e astrattismi (feat. Paolo Fresu) – 3:23
9. Oasi – 3:23
10. Specchi (feat. Arya) – 3:26
11. Butterbean – 3:24
12. Marionette (feat. Danno) – 3:41
13. Corri – 3:54

## Origine del nome
Il nome è un riferimento al deserto giordano del Wadi Rum, chiamato anche "Valle della luna". La band ha visto in questa valle "un luogo altro lontano dalla quotidianità e da tutti i condizionamenti che subiamo nelle nostre vite reali [....]"

## Accoglienza
Il giornale online Rockol ha descritto WadiruM come l'album della maturità del sestetto milanese, affermando che l'album è stato il prodotto di una maggiore consapevolezza da parte di tutto il gruppo.
L'album è stato anche candidato ai "Rockol Awards 2023" come "miglior album italiano per il pubblico", premio che è stato vinto da Marco Mengoni con l'album Materia (Prisma).
La rivista Rolling Stone Italia ha inserito l'album al quattordicesimo posto della lista dei "30 migliori album italiani del 2023".

## WadiruM Club Tour
Il WadiruM Club Tour è stato il secondo tour degli Studio Murena dopo il precedente Setiperditour del 2022 e si è svolto dal 4 novembre 2023 al 24 febbraio 2024.

## Formazione
- Amedeo Nan (chitarra elettrica)
- Giovanni Ferrazzi (elettronica, Campionatore)
- Lorenzo Carminati (Voce)
- Marco Falcon (Batteria)
- Matteo Castiglioni (Tastiera e Synth)
- Maurizio Gazzola (Basso elettrico)